# West Bath
West Bath es un pueblo ubicado en el condado de Sagadahoc en el estado estadounidense de Maine. En el Censo de 2010 tenía una población de 1.877 habitantes y una densidad poblacional de 48,31 personas por km².

## Geografía
West Bath se encuentra ubicado en las coordenadas 43°52′20″N 69°51′32″O / 43.87222, -69.85889. Según la Oficina del Censo de los Estados Unidos, West Bath tiene una superficie total de 38.86 km², de la cual 30.82 km² corresponden a tierra firme y (20.69%) 8.04 km² es agua.

## Demografía
Según el censo de 2010, había 1.877 personas residiendo en West Bath. La densidad de población era de 48,31 hab./km². De los 1.877 habitantes, West Bath estaba compuesto por el 97.23% blancos, el 0.53% eran afroamericanos, el 0.69% eran amerindios, el 0.48% eran asiáticos, el 0.05% eran isleños del Pacífico, el 0.21% eran de otras razas y el 0.8% pertenecían a dos o más razas. Del total de la población el 0.8% eran hispanos o latinos de cualquier raza.